# ギャートルズ

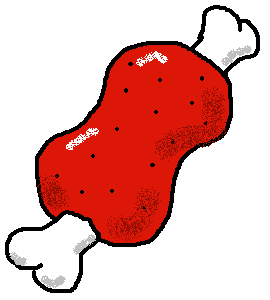
ギャートルズに登場するマンモス肉のイメージ

『ギャートルズ』は、園山俊二による日本の漫画作品である。

## 概要
本作は架空の原始時代に繰り広げられる、原始人たちの大らかかつ突飛な日常を描いたギャグ漫画である。テレビアニメやテレビドラマにもなり、その独特のユーモアや世界観で大人気を博した。
この作品により定型化した代表的なギャグや描写に、「大声が文字の形の石になって飛んでいく」「輪切りの肉」「マンモスの群れの突進に巻き込まれた人間が踏みつぶされてペラペラになる」「テッコンキンクリート」などがある。一方で、作中では原始時代にもかかわらずなぜか貨幣経済が浸透しており、巨大な石の貨幣を用いている描写が見られる。
主な登場人物は、「ギャートルズ平原（架空の地名）」に暮らすクロマニョン人の少年ゴンと、ゴンの父ちゃんをはじめとする彼の家族、そして相棒であるゴリラのドテチンである。彼らの日々の生活は波瀾万丈でエピソードに富み、個性的な隣人や生き物たちが絡んで騒動を繰り広げる。
ゴンが登場しない青年誌掲載作品においては、下ネタやブラックジョークも含まれる。神様のなりかけといった存在が出てきたことがあり、読み切りで掲載された最初の作品においては、神様が酔っぱらいながら人間を作ったことが語られる。また、原始時代に戦争・略奪・強姦が繰り返されているという描写であり、結果、神様が目を離している隙に文明を発達させた人類は滅びてしまった。
英語圏では「Hajime Ningen Gon (GON, THE STONE-AGE BOY)」として紹介されている。

## シリーズ作品
ギャートルズ
1作目。1965年から1975年まで実業之日本社の『週刊漫画サンデー』に連載された。本作にはゴンは登場しない。
はじめ人間ゴン
2作目。1966年から1969年まで学習研究社の科学と学習に連載。読者層に合わせ、本作より主人公として少年ゴンが登場する。
はじめ人間ギャートルズ
3作目。アニメの放送に合わせ、1974年から1976年まで小学館の学年別学習雑誌（『小学一年生』 - 『小学五年生』）に連載。
くたばれギャートルズ
4作目。1980年から1984年まで小学館の『ビッグコミックオリジナル』に連載。主人公は父ちゃんで、野球が話のモチーフとなる。

## はじめ人間ギャートルズ（テレビアニメ）
朝日放送と東京ムービーの共同製作。1974年10月5日から1975年3月29日までTBS系列で、1975年4月5日から1976年3月27日までは朝日放送の「腸捻転」解消によりNET系列で放送。全77話。
2005年8月26日にはバンダイビジュアルから全話を収録したDVD-BOXが、2016年9月28日にはワーナー・ブラザース・ホームエンターテイメントからBlu-ray BOXが発売された。
2008年1月7日からCSのアニマックスで放送。

### 制作
東京ムービー文芸部に所属した山崎敬之によると、東京ムービー社長の藤岡豊と原作者の園山俊二が隣家であり、夫人同士の仲が良かったためにアニメ化が実現したとある。
本作は各話の演出はいるが、監督やディレクターが存在しない。TV局もプロデューサーも現場に任せ、かなり自由な体制で制作された。
父ちゃん役には、前年放送された『ジャングル黒べえ』で主役を務めた肝付兼太が起用された。
音響監督の千葉耕市の妻・千田啓子の勧めで本作のオーディションに参加したことを2005年に行われたWEBアニメスタイルとのインタビューで明らかにしている。
当初、肝付はゴン役で受けたものの、父ちゃん役に起用された際は面白いと感じたと肝付は2005年のインタビューで振り返っている。
肝付は第1話から第7話を見た際、父ちゃんの方が主役だと感じたと2005年のインタビューで話しており、インタビューアーを務めた小黒祐一郎も途中から物語の比重がゴンに移るとはしたうえで肝付の意見に同意している。
肝付は印象に残った話として死神の登場する第7話「ネツンアッチクタバリーンの巻」を挙げており、やや子供には理解しづらいと思いつつも、見た後に心に残る作品だと話している。また、肝付は弱肉強食の世界では小さきものを殺して食べるのには抵抗感があるが、マンモーという巨大な存在を輪切りにして食べるのは嫌悪感が生じず、頑張ってマンモーを倒したという気持ちが残るため、そのような意味ではよくできた漫画だと話している。

### 登場人物
ゴン
声 - 丸山裕子
推定年齢10歳の男の子。将来は立派な狩人になるのが夢。臆病な性格だが、友情に篤く、硬い石頭が自慢である。
外出時は、いつも石斧を肩に担いでいる。
著しいダメージを受けると「テッコンキンクリート」と言って目を回す癖がある。
ガールフレンドのピー子ちゃんのことが大好きで、彼女のためなら危険なことでも引き受ける。家族は両親と、弟3人、妹1人（弟達よりは大きく、ゴンよりは下。ピー子ちゃんより小さいと思われる）そしてタヌキが1匹。
はじめ人間というだけあって本当に初期の人類らしく、呼び出しばーさんに先祖を召喚してもらった際は10代足らず前の先祖が類人猿であった。
父ちゃん
声 - 肝付兼太
40歳。一家の大黒柱で、家族のために毎日獲物を狩っている。
猿酒が好物。外国人の言葉が分かる。腕っ節は強く、1人でマンモスを仕留める時もあれば、母ちゃんの援護を受けて死神と互角以上に渡り合う時もある一方、イノシシ1頭に負けることもある。
美人に弱いが、本心は母ちゃん一筋。時折、精神的に落ち込んでしまうメンタルの弱さを持っている。
母ちゃん
声 - 花形恵子
しっかり者のゴンの母親。男勝りな一面を持ち、獲物を持って帰らないとものすごく怖い。片方の乳房の出ているヒョウ皮のワンピース風の着物を着用している。
背中にはいつも3人の赤ん坊（ゴンの弟たち）と、タヌキを1匹背負っている。ゴンが死神に連れ去られそうになった時、戦いを挑んだ父ちゃんを圧倒する死神を一撃でバラバラにして形勢を逆転させた。
ドテチン
声 - 立壁和也
ゴンの相棒の類人猿。顔は怖いが、おとなしく、ゴンに対しては優しい。かなりの馬鹿力の持ち主だが、彼も父ちゃん同様、強さが全く一定していない。メスのガールフレンドがいる。
他の動物の言葉も解するため、ゴンのために通訳をすることがある。ヒネモグラが苦手という設定もある。
ピー子ちゃん
声 - 吉田理保子
推定年齢8歳。ゴンのガールフレンドでお花が大好きな女の子。結構気が強く、些細なことでゴンに「大嫌い」と言い放ったり、他の男に見惚れてゴンを相手にしなかったりすることも多い。しかし、本心ではゴンが好きで、「ゴンのためなら何だってする」と言い切ったり、ゴンが危機に陥ると涙を流して心配する。また、ゴンとの会話では「結婚」という言葉まで出て来ることがある。かなりのおませさん。おじいさんと2人暮らし。一緒に食事をする、一緒に遠足に行く、一晩泊まるなど、ゴンの一家と行動を共にすることもしばしばで、父ちゃんから「ゴンの将来の花嫁」と言われたり、ゴンの一家にも、すっかり将来の家族として認められているようである。
類人猿の言葉を通訳したことがある。
天邪鬼
声 - 三浦理江
1本ヅノで関西弁の鬼族。52話で初登場。いつも森で一人ぼっちで遊んでいたが、ゴン達と出会い、彼やその両親に優しくされたことで、孤独が解消されたと感激し、ゴン達の家が見える高い木の上に引っ越す。そしてゴンと仲良しになり、準レギュラー化。ピー子ちゃんより出番が多いキャラとなる。
ゴンが会話できない竜などの言葉を解する能力を持っている。
天邪鬼族ゆえに、1000年に1つしか年をとらない。両親と他の一族は、かつて地球から切り離された月に住んでいる。1度、ゴン達と月に行き、月の酸素が尽きかけたため、両親や他の天邪鬼族と共に、地球に帰ろうとしたが惜しくも失敗。再び離れ離れになり、天邪鬼以外の全員が行方知れずになってしまった。
普段は、自分の感情と反対のことしか言わないため、会話がめんどくさいが、時には普通に話すこともある。また、ひねくれ者のうえ、イタズラ好きで、困ったところがあるが、自分が原因で何かあると、その責任を認めて行動を起こす、潔いところがある。
初めて自分を受け入れてくれた人間であるゴンに対しては、彼が勇気を失った時には、勇気を取り戻させるために最後まで協力したり、アリジゴクに落ちた時は死ぬのは自分1人でいいと言ってゴンとドテチンを庇うなど、友情に厚い一面を見せ、決してゴンを裏切ったり見捨てたりはしない。
死神
声 - 増岡弘
神様の使いで、死んだ者や死にかけた者の魂に死亡許可証を授け、天国あるいは地獄にへ連れていく。連れていく者は人間だけでなく、マンモーやイノシシなどの動物も含まれる。
骸骨の姿で、ガイコツ馬に乗り、骨の槍を持っている。ゴン、ドテチン、父ちゃんを連れていこうとして、それを阻止せんとするゴン一家と交戦したこともある。実力は非常に高く、しかもバラバラになってもすぐ復元できるため、戦って彼に勝てる人間は存在しない。ただし、彼以外の死神も存在しており、死神同士の争いに負けてガイコツ馬と縄張りを奪われたこともある。また、ゴンが勇気を失った時、彼を旅に行かせるため、父ちゃんに頼まれて、サル酒と引き換えに旅人に扮した父ちゃんと決闘してわざと負ける芝居をするなど、人間臭いことをすることがある。恐竜などの本来絶滅した生物が生き残っていた際には、一時的に肉食竜を復活させて生態系を元に戻す役割も担う。
リウマチ持ち。また、同じ骨の女房がいる。終盤の話では、息子が1人いることも判明した。
ヒネモグラ
声 - 立壁和也
眼鏡をかけたモグラ。地面からひょっこり現れ、笑ったり、人間をからかったりする。
ヒネモグラの声はドテチン役の立壁の声をボイスチェンジャーで加工したものであり、甲高い声になっている。
マンモー
原始人たちがマンモスのことを差す用語。原始人にとっては食糧であり、宿敵でもある。
父ちゃんからは「（「マンモス」の呼び方が）面倒だから『マンモー』と呼べ」とゴンに語ったためにこの名が定着した。
サーベルタイガー
恐ろしい勢いで襲ってくる原始時代のトラ。原始人たちは食用ではなく、皮を加工して衣服や毛皮にして使用している。

### スタッフ
- 原作 - 園山俊二
- 作画監督 - 香西隆男[注釈 3]
- 美術監督 - 小林七郎
- 撮影監督 - 三沢勝治
- 録音監督 - 千葉耕市
- 音楽 - かまやつひろし、藤沢守[注釈 4]
- 原画 - 河内日出夫、中村英一、青木悠三、山田道代、児玉兼嗣、百瀬義行、内山正幸、北原健雄、川尻善昭、近藤喜文、山口泰弘、本多敏行、椛島義夫、芝山努、小林治、前田実 他
- 動画 - 有原誠治、須田裕美子 他
- 美術設定 - 男鹿和雄、竜池昇、水谷利春、白坂のり子 他
- 効果 - 片岡陽三
- 録音技術 - 星野敏昭
- 編集 - 東放制作
- 制作協力 - Aプロダクション、東京アニメーションフイルム、映音、東京現像所
- 製作著作 - 朝日放送、東京ムービー[注釈 5]

### 主題歌
オープニングテーマ - 「はじめ人間ギャートルズ」
作詞 - 園山俊二 / 作曲 - かまやつひろし / 編曲 - あかのたちお / 唄 - ザ・ギャートルズ
仮歌は作曲したかまやつが歌った。
映像は一貫して変更はなかったが、第1回のみ、掲載誌クレジットが「小学館の学習雑誌」ではなく「週刊漫画サンデー」になっており、歌詞テロップの区切りも異なっていた。
2019年12月より、スズキの「スズキ・ハスラー」のCMソングに、アレンジ版を使用。
エンディングテーマ - 「やつらの足音のバラード」
作詞 - 園山俊二 / 作曲 - かまやつひろし / 編曲 - あかのたちお / 唄 - ちのはじめ
後にかまやつがセルフカバーし、宝酒造「純・レジェンド」CMソングに起用された（1994年、CDシングルとして発売）。
その他小泉今日子（シングル「My Sweet Home」収録）、スガシカオ（シングル「秘密」収録）などがカバーしている。

### 各話リスト
| 話数 | 放送日         | サブタイトル                   | 脚本     | 演出       |
| ---- | -------------- | ------------------------------ | -------- | ---------- |
| 1    | 1974年 10月5日 | ハジメンカリーンの巻           | 金子裕   | 吉田茂承   |
| 1    | 1974年 10月5日 | マンモギャーの巻               | 山崎晴哉 | 岡部英二   |
| 2    | 10月12日       | ピカピカイシンの巻             | 城山昇   | 御厨恭輔   |
| 2    | 10月12日       | キビキビシラーの巻             | 伊東恒久 | 坂本竜     |
| 3    | 10月19日       | ロングロングアゴンデーの巻     | 伊東恒久 | 波多正美   |
| 3    | 10月19日       | ツキビジョンウィーの巻         | 山崎晴哉 | 吉田茂承   |
| 4    | 10月26日       | ネツンアッチクタバリーンの巻   | 金子裕   | 岡部英二   |
| 4    | 10月26日       | マンモペットカウーンの巻       | 九十英夫 | さきまくら |
| 5    | 11月2日        | マッリーンソワソワンの巻       | 金子裕   | 御厨恭輔   |
| 5    | 11月2日        | イレバーンジジの巻             | 城山昇   | 坂本竜     |
| 6    | 11月9日        | ギギガップの巻                 | 金子裕   | 御厨恭輔   |
| 6    | 11月9日        | ハルカーンドンドンの巻         | 山崎晴哉 | 岡部英二   |
| 7    | 11月16日       | ニキニキビーンの巻             | 山崎晴哉 | 吉田茂承   |
| 7    | 11月16日       | ジゴクラクーンの巻             | 城山昇   | 坂本竜     |
| 8    | 11月23日       | トリカエッコンの巻             | 城山昇   | 波多正美   |
| 8    | 11月23日       | コモリーンコリゴリの巻         | 九十英夫 | 岡部英二   |
| 9    | 11月30日       | カカッターンの巻               | 伊東恒久 | 吉田茂承   |
| 9    | 11月30日       | スキスキフラレタンの巻         | 川石光   | さきまくら |
| 10   | 12月7日        | ウシロスガタイイの巻           | 伊東恒久 | 御厨恭輔   |
| 10   | 12月7日        | オーギャーティフルの巻         | 伊東恒久 | 坂本竜     |
| 11   | 12月14日       | ブーメランルーの巻             | 伊東恒久 | 福富博     |
| 11   | 12月14日       | サムサムンクションの巻         | 城山昇   | 御厨恭輔   |
| 12   | 12月21日       | オオカミーンの巻               | 井上知士 | 吉田茂承   |
| 12   | 12月21日       | クタビレモウケーンの巻         | 九十英夫 | 波多正美   |
| 13   | 12月28日       | バラバランチズの巻             | 川石光   | 福富博     |
| 13   | 12月28日       | バイバイワニーンの巻           | 井上知士 | 今沢哲男   |
| 14   | 1975年 1月4日  | アケボノーの巻                 | 金子裕   | 御厨恭輔   |
| 14   | 1975年 1月4日  | ポンポコカヌシヤマの巻         | 井上知士 | さきまくら |
| 15   | 1月11日        | ホカホカマンモケーの巻         | 松岡清治 | 竹内啓雄   |
| 15   | 1月11日        | トンデッタコタコンの巻         | 井上知士 | 岡部英二   |
| 16   | 1月18日        | ネンネコロリーンの巻           | 城山昇   | 岡部英二   |
| 16   | 1月18日        | イシーの巻                     | 金子裕   | 福富博     |
| 17   | 1月25日        | エンヤコラハチンの巻           | 井上知士 | 御厨恭輔   |
| 17   | 1月25日        | オンギャハーンの巻             | 山崎晴哉 | 御厨恭輔   |
| 18   | 2月1日         | ハルンイッチバンの巻           | 山崎晴哉 | 岡部英二   |
| 18   | 2月1日         | ビンボーカミーンの巻           | 九十英夫 | 福富博     |
| 19   | 2月8日         | キラララドーンの巻             | 伊東恒久 | 福富博     |
| 19   | 2月8日         | ハルカゼナーの巻               | 城山昇   | 吉田茂承   |
| 20   | 2月15日        | ネムネムハルーンの巻           | 山崎晴哉 | 吉田茂承   |
| 20   | 2月15日        | ピカーリルンペの巻             | 金子裕   | 波多正美   |
| 21   | 2月22日        | ネボケーンクマンの巻           | 山本優   | 岡崎稔     |
| 21   | 2月22日        | ウラナナラーンの巻             | 山崎晴哉 | さきまくら |
| 22   | 3月1日         | ピカリロデドーンの巻           | 金子裕   | 岡部英二   |
| 22   | 3月1日         | エンギギカッグーンの巻         | 竹内啓雄 | 御厨恭輔   |
| 23   | 3月8日         | クルクルマワールラー!の巻      | 松岡清治 | さきまくら |
| 23   | 3月8日         | マケルモカチーンの巻           | 井上知士 | 吉田茂承   |
| 24   | 3月15日        | ヘンテコテコムシンの巻         | 山崎晴哉 | 岡部英二   |
| 24   | 3月15日        | モテモテンキザーの巻           | 伊東恒久 | 福富博     |
| 25   | 3月22日        | ナミジハルバルーンの巻         | 山本優   | 御厨恭輔   |
| 25   | 3月22日        | ラブラブレターンの巻           | 井上知士 | 吉田茂承   |
| 26   | 3月29日        | スキライダーメ!の巻            | 伊東恒久 | 岡部英二   |
| 26   | 3月29日        | カエルーンテンテンの巻         | 城山昇   | 吉田茂承   |
| 27   | 4月5日         | マンモスゴーンの巻             | 金子裕   | 福富博     |
| 27   | 4月5日         | イソガシガリーンの巻           | 金子裕   | 御厨恭輔   |
| 28   | 4月12日        | ナクナクンゴリラッペの巻       | 山崎晴哉 | 吉田茂承   |
| 28   | 4月12日        | ポンポコムーンの巻             | 山崎晴哉 | さきまくら |
| 29   | 4月19日        | オボロンヅキブハーの巻         | 金子裕   | 岡部英二   |
| 29   | 4月19日        | イキカエッタドーンの巻         | 九十英夫 | 今沢哲男   |
| 30   | 4月26日        | タイガーギャーの巻             | 城山昇   | 福富博     |
| 30   | 4月26日        | ウホウホヤッホーの巻           | 伊東恒久 | 御厨恭輔   |
| 31   | 5月3日         | ピーコピーコピーコロリンの巻   | 山崎晴哉 | 吉田茂承   |
| 31   | 5月3日         | ラララーコイビトの巻           | 竹内啓雄 | 岡部英二   |
| 32   | 5月10日        | アタッターンの巻               | 城山昇   | 福富博     |
| 32   | 5月10日        | シニガミーンダメダメの巻       | 九十英夫 | さきまくら |
| 33   | 5月17日        | ココーンポンポコの巻           | 松岡清治 | 吉田茂承   |
| 33   | 5月17日        | チヤホヤモテモテンの巻         | 山崎晴哉 | 御厨恭輔   |
| 34   | 5月24日        | オトコハキビシインラーの巻     | 松岡清治 | 岡部英二   |
| 34   | 5月24日        | カビカビカビラの巻             | 金子裕   | 岡崎稔     |
| 35   | 5月31日        | エレキーンシビラの巻           | 城山昇   | 吉田茂承   |
| 35   | 5月31日        | ハルバルーンケモノミチの巻     | 井上知士 | 御厨恭輔   |
| 36   | 6月7日         | 星にのった王子さまの巻         | 松岡清治 | 福富博     |
| 36   | 6月7日         | ハラペコファミリーの巻         | 九十英夫 | 岡崎稔     |
| 37   | 6月14日        | 腹がペコペコペコペコだの巻     | 城山昇   | 福富博     |
| 37   | 6月14日        | とりとりかえっこの巻           | 城山昇   | 岡部英二   |
| 38   | 6月21日        | ガマー見ろ!の巻                | 井上知士 | 岡部英二   |
| 38   | 6月21日        | あたまをつかえゴンの巻         | 荒木芳久 | 岡崎稔     |
| 39   | 6月28日        | ミエミエケシキーンの巻         | 山崎晴哉 | 福富博     |
| 39   | 6月28日        | ドラゴンの玉をうばえの巻       | 山本優   | 岡部英二   |
| 40   | 7月5日         | だまされたゴンの巻             | 山本優   | 福富博     |
| 40   | 7月5日         | いかがなされた旅の人の巻       | 川石光   | 岡部英二   |
| 41   | 7月12日        | イテテテムシバーンの巻         | 九十英夫 | 岡部英二   |
| 41   | 7月12日        | ゴンと父ちゃん狩の旅の巻       | 山崎晴哉 | 福富博     |
| 42   | 7月26日        | すばらしいおじいさんの巻       | 川石光   | 岡崎稔     |
| 42   | 7月26日        | 父ちゃんの過去の巻             | 伊東恒久 | 福富博     |
| 43   | 8月2日         | 類人猿のガキ大将の巻           | 山崎晴哉 | 岡部英二   |
| 43   | 8月2日         | 出た!しょぼくれドラゴンの巻    | 山本優   | 福富博     |
| 44   | 8月9日         | カッパにねらわれた父ちゃんの巻 | 九十英夫 | 岡部英二   |
| 44   | 8月9日         | ジャイアンツ山の大巨人の巻     | 山崎晴哉 | 福富博     |
| 45   | 8月16日        | 大当り！星うらないの巻         | 安藤豊弘 | 岡部英二   |
| 45   | 8月16日        | やって来た子連れカミナリの巻   | 山本優   | 福富博     |
| 46   | 8月23日        | 死ね死ねにっくきガイコツの巻   | 鶴見和一 | 岡崎稔     |
| 46   | 8月23日        | あっ透明マンモス!? の巻        | 城山昇   | 岡部英二   |
| 47   | 8月30日        | 原始人のテーブルマナーの巻     | 城山昇   | 福富博     |
| 47   | 8月30日        | 追い出された父ちゃんの巻       | 松岡清治 | 岡部英二   |
| 48   | 9月6日         | はらはらナマズの大地震の巻     | 伊東恒久 | 岡部英二   |
| 48   | 9月6日         | さっそう!風仙人の巻            | 山本優   | 岡崎稔     |
| 49   | 9月13日        | 対決!!死神とゴンの巻           | 荒木芳久 | 福富博     |
| 49   | 9月13日        | 人間と動物は友達なんだの巻     | 山本優   | 岡部英二   |
| 50   | 9月20日        | なまいきオウムケータくんの巻   | 山本優   | 福富博     |
| 50   | 9月20日        | 突撃!キバキバ戦車の巻          | 山本優   | 今沢哲男   |
| 51   | 9月27日        | 母ちゃんの原始美容体操の巻     | 城山昇   | 岡崎稔     |
| 51   | 9月27日        | 巨人国からの侵入者!? の巻      | 山本優   | 岡部英二   |
| 52   | 10月4日        | ジャジャーン!天邪鬼登場の巻    | 城山昇   | 福富博     |
| 52   | 10月4日        | 生きかえった吸血鬼の巻         | 金子裕   | 岡部英二   |
| 53   | 10月11日       | ゴンの地底大冒険の巻           | 山本優   | 永丘昭典   |
| 53   | 10月11日       | 女ごころとピー子ちゃんの巻     | 井上知士 | 福富博     |
| 54   | 10月18日       | 森のポンポコ死神の巻           | 九十英夫 | 岡部英二   |
| 54   | 10月18日       | 天邪鬼の親さがし月旅行の巻     | 金子裕   | 福富博     |
| 55   | 10月25日       | 魔法使いマホバばあさんの巻     | 伊東恒久 | 岡部英二   |
| 55   | 10月25日       | 大戦争！ゴリラ対類人猿の巻     | 伊東恒久 | 永丘昭典   |
| 56   | 11月1日        | 腹立ちハゲワシの復しゅうの巻   | 城山昇   | 岡崎稔     |
| 56   | 11月1日        | 大天狗のプレゼントの巻         | 山本優   | 岡部英二   |
| 57   | 11月8日        | 雪女につかまったゴンの巻       | 山崎晴哉 | 岡部英二   |
| 57   | 11月8日        | 巨人の泣きどころの巻           | 鶴見和一 | 福富博     |
| 58   | 11月15日       | 生きかえった冷凍恐竜の巻       | 金子裕   | 岡崎稔     |
| 59   | 11月22日       | ゴンの天国地獄大旅行の巻       | 城山昇   | 岡部英二   |
| 60   | 11月29日       | 孤独のカタキバオレの巻         | 荒木芳久 | 福富博     |
| 61   | 12月6日        | 白馬争奪猛レースの巻           | 伊東恒久 | 岡部英二   |
| 62   | 12月13日       | おく病風を吹きとばせ！の巻     | 松崎行雄 | 永丘昭典   |
| 63   | 12月20日       | 大平原の水が消えたの巻         | 九十英夫 | 岡部英二   |
| 64   | 12月27日       | ガラガラオロチをさがせ!の巻    | 安藤豊弘 | 福富博     |
| 65   | 1976年 1月3日  | 父ちゃんのおへそが消えた？の巻 | 今村文人 | 岡部英二   |
| 66   | 1月10日        | 死神にとりつかれたの巻         | 金子裕   | 岡部英二   |
| 67   | 1月17日        | バラバーラの大来襲の巻         | 山崎晴哉 | 岡崎稔     |
| 68   | 1月24日        | 母ちゃんに弱いマグマ大王の巻   | 山本優   | 岡部英二   |
| 69   | 1月31日        | オヨヨ・白魔大王だーっの巻     | 山崎晴哉 | 岡部英二   |
| 70   | 2月7日         | さる酒のんでウッホッホ！の巻   | 松岡清治 | 福富博     |
| 71   | 2月14日        | ご先祖さまが現われたの巻       | 城山昇   | 岡部英二   |
| 72   | 2月21日        | ゴム風船で天国旅行の巻         | 伊東恒久 | 永丘昭典   |
| 73   | 2月28日        | 死神の息子が恋をしたの巻       | 荒木芳久 | 御厨恭輔   |
| 74   | 3月6日         | 父ちゃんがぬけがらになったの巻 | 山本優   | 福富博     |
| 75   | 3月13日        | モグリドラゴン現わる！の巻     | 鶴見和一 | 岡部英二   |
| 76   | 3月20日        | 星からの訪問者の巻             | 川石光   | 岡崎稔     |
| 77   | 3月27日        | やつらの足音が聞こえた！の巻   | 福富博   | 福富博     |

### 放送局
- 朝日放送（製作局）
- 北海道放送：土曜 19:00 - 19:30[12]
  - 北海道テレビ：土曜 19:00 - 19:30[13]
- 青森放送：日曜 7:15 - 7:45[14][注釈 6]
- 岩手放送：土曜 19:00 - 19:30（1975年3月まで）[15]　→ 火曜 18:00 - 18:30（1975年9月時点）[16]
- 山形放送：水曜 17:00 - 17:30[17]
- 東北放送：土曜 19:00 - 19:30（1975年3月まで）[18]
  - 宮城テレビ：月曜 18:00 - 18:30（1975年4月 - 9月）[19]
  - 東日本放送：土曜 19:00 - 19:30（1975年10月から）[20]
- 福島テレビ：日曜 10:30 - 11:00[21]
- TBS：土曜 19:00 - 19:30
  - NET：土曜 19:00 - 19:30
- 新潟放送：土曜 19:00 - 19:30（1975年3月まで） → 水曜 18:00 - 18:30（1975年4月から） [22]
- 信越放送：土曜 19:00 - 19:30 → 水曜 18:00 - 18:30[23]
- 静岡放送：土曜 19:00 - 19:30 → 水曜 17:30 - 18:00[23]
- テレビ山梨：土曜 19:00 - 19:30
- 富山テレビ：土曜 18:00 - 18:30[24]
- 北陸放送：土曜 19:00 - 19:30[24]（1975年3月まで） → 水曜 18:00 - 18:30（1975年4月から）[25]
- 中部日本放送：土曜 19:00 - 19:30 
  - 名古屋放送：土曜 19:00 - 19:30
- 山陰放送：土曜 19:00 - 19:30 
  - 日本海テレビ
- 山陽放送：土曜 19:00 - 19:30
  - テレビ岡山[注釈 7]
- 中国放送：土曜 19:00 - 19:30
  - 広島ホームテレビ：土曜 19:00 - 19:30
- 山口放送[注釈 8]
- 瀬戸内海放送[注釈 9]：土曜 19:00 - 19:30
- 南海放送：火曜 17:55 - 18:25[注釈 10][26]
- テレビ高知：土曜 19:00 - 19:30
- RKB毎日放送：土曜 19:00 - 19:30
  - 九州朝日放送：土曜 19:00 - 19:30
- 熊本放送[注釈 11]：土曜 19:00 - 19:30 → 月曜 18:00 - 18:30
- 長崎放送：土曜 19:00 - 19:30
- 大分放送：土曜 19:00 - 19:30 → 土曜 18:00 - 18:30[27]
- 宮崎放送：土曜 19:00 - 19:30
- 南日本放送：土曜 19:00 - 19:30
- 琉球放送：土曜 19:00 - 19:30

#### ネットチェンジの影響
1975年3月31日に近畿地方で朝日放送と毎日放送のネットチェンジが行われたことから、前述のとおり本作は第26話と第27話を境にしてTBS系列からNET系列での放送へと移行した。
系列変更後にも本作は引き続き土曜19時台に放送されたが、それまでのTBS系列ではこの時間帯に毎日放送製作の『仮面ライダーストロンガー』が放送されることになったことから、NET系列局のない、あるいは他系列（主にフジテレビ系列を優先）とのクロスネット局であるため編成の都合のつかない地域においては、そのままTBS系列局に残って時差ネットに移行（上記の新潟放送・大分放送など）もしくは第26話をもって打ち切り（再放送で全話放送した事例あり）という措置が取られた。

### 劇場版
1975年3月15日、『東宝チャンピオンまつり』内で第1回Bパート「マンモギャーの巻」のブローアップ版が上映された。上映時間は15分。
併映は『メカゴジラの逆襲』『新八犬伝』『アルプスの少女ハイジ』『サザエさん』『アグネスからの贈りもの』の5本。

### ネット配信
東京ムービーの作品群を管理しているトムス・エンタテインメントがYouTubeに開設された「TMSアニメ55周年公式チャンネル→TMSアニメ公式チャンネル」で、2019年5月10日から第3回までが、同年5月22日から初期バージョンのオープニング映像とエンディング映像が配信されている（第2・3回は2019年内まで）。2021年5月26日からは第1回 - 第5回までが追加配信されている。これらの映像にある制作クレジットはいずれも本放送当時のものでなく、「製作・著作 トムス・エンタテインメント」という表記に差し替えられている。また第1回のOP映像は第2回以降のバージョンを使用している。

### 反響
単純で印象深いアニメのオープニングや、原作者の園山俊二が作詞し、かまやつひろしが作曲したエンディングテーマ「やつらの足音のバラード」も長く親しまれている。なお、地球の始まりから人類の誕生までをシンプルかつ奥行きある形で描いた「やつらの足音のバラード」は、後にかまやつ自身や小泉今日子、スガシカオ、中村あゆみ、平井堅、遠藤正明、デーモン閣下らによってカバーされ、その都度オリジナルも注目を浴びている。
肝付は、かまやつの作曲した主題歌が玄人筋には非常に受け入れられたと2005年のインタビューで振り返っている。
また、肝付は自分の知人で、本作の父ちゃんの飲酒シーンを見てお酒を飲むようになった人がいたことを挙げている。

#### 評価
アニメーターの本郷みつるは、子どもだった1974年に本作を視聴した際、「シンプル」「不思議」「面白い」という印象を抱いており、30年ぶりに視聴した際もそれに近かったと2005年に寄せたWEBアニメスタイルの特集記事の中で述べている。
本郷はゴンたち一家が様々なものに遭遇する設定が非常にうまく機能していると評価しており、これは原作由来の切り口の良さだけでなく、制作当時の東京ムービーが非常に充実していたためだと推測している。
| 朝日放送 土曜 19:00 - 19:30                                                                                              | 朝日放送 土曜 19:00 - 19:30                                                                               | 朝日放送 土曜 19:00 - 19:30                                                     |
| 前番組 | 番組名 | 次番組                                                                          |
| --- | --- | ------------------------------------------------------------------------------- |
| ど根性ガエル （1972年10月7日 - 1974年9月28日）                                                                           | はじめ人間ギャートルズ （1974年10月5日 - 1976年3月27日） 【本番組までアニメ枠】                           | 三枝の大マジメ!?結婚ゲーム （1976年4月3日 - 1977年4月2日）                      |
| 朝日放送を除くTBS系列 土曜 19:00 - 19:30（本番組までTBSテレビ系列土曜夜7時枠のアニメ）                                   | |                                                                                 |
| ど根性ガエル （1972年10月7日 - 1974年9月28日）                                                                           | はじめ人間ギャートルズ （1974年10月5日 - 1975年3月29日） 【本番組まで朝日放送製作】                       | 仮面ライダーストロンガー （1975年4月5日 - 12月27日） 【同番組から毎日放送製作】 |
| 朝日放送を除くNET系列 土曜 19:00 - 19:30                                                                                 | |                                                                                 |
| ちびっこアベック歌合戦 （1974年10月5日 - 1975年3月29日） 【同番組まで毎日放送製作】 【TBS系列へ移行、金曜19:00枠へ移動】 | はじめ人間ギャートルズ （1975年4月5日 - 1976年3月27日） 【本番組から朝日放送製作】 【本番組のみアニメ枠】 | 三枝の大マジメ!?結婚ゲーム （1976年4月3日 - 1977年4月2日）                      |

## はじめ人間ゴン（テレビアニメ）
1996年、NHK衛星第2テレビジョン（NHK BS2）の『衛星アニメ劇場』枠でリメイク版となる『はじめ人間ゴン』を放送。1990年代に学習研究社の学習雑誌『4年の学習』でリメイクされた『はじめ人間ゴン』（作画 - しのだひでお）が原作である。全39回。本放送では1回につき3話放送であったが、後にNHK教育テレビで再放送された際に10分枠になり、1回につき1話ずつの放送となる。
当時としてはまだ普及間もないデジタル彩色が導入されており、セル画回と混合で放送されていた。
2005年4月27日、コロムビアミュージックエンタテインメント（現：日本コロムビア）から全話を収録したDVD-BOXが発売された。
2021年時点においても、CMに登場するキャラクターの声はこのキャストが起用されている（ゴン、ドテチン、とうちゃん、かあちゃん）。

### キャスト
- ゴン - 大谷育江
- とうちゃん - 緒方賢一
- かあちゃん - 一城みゆ希
- ドテチン、あくにん、ナレーション - 茶風林
- ピーコちゃん、ポン、マンモス、モグラ、きょうりゅう、タヌキ、ウサギ、子クジラ、女の人、子グマ、リス - 川上とも子
- マンモス〈ゆきマンモス〉、サーベルタイガー〈ゆきサーベルタイガー〉、イノシシ、あくにん、オリオン座、しにがみ、オットセイ - 大黒和広
- あくにん、ゆきおとこ - 石井康嗣
- 星の王子 - 南央美
- いしゃ、男の人 - 上田敏也
- おじいちゃん、ろうじん - 宝亀克寿
- おばあちゃん - 滝沢ロコ
- 勇者 - 吉田小南美
- ペテン師 - 安西正弘
- うま、るいじんえん、にせゴン、UFO - 桜井敏治
- のうふ - 青森伸
- チン - 氷上恭子
- トン - 喜田あゆ美
- にんぎょ - 松井菜桜子
- おじさん - 大塚明夫
- みかづき - 柏倉つとむ
- たいよう - 広瀬正志
- こおり姫 - 佐々木るん
- UFO - 高木渉
- 星の女王 - 小宮和枝
- オウム - 岩永哲哉
- おとひめ様 - 山口由里子
- 走るおとこ - 森川智之
- かみさま - 亀山助清
- 男の人 - 稲葉実
- おうじゃ - 大友龍三郎
- その他 - 平松晶子、徳丸完

### スタッフ
- 原作 - 園山俊二
- シリーズ構成 - 浦沢義雄
- アニメーションキャラクターデザイン - 岸義之
- 監督 - 香川豊
- 美術監督 - 池田祐二（スタジオワイエス）
- 色彩設計 - いわみみか。
- 音響監督 - 清水勝則、鈴木祐子
- 音楽 - 本間勇輔
- 音楽プロデューサー - 大川正義 (MEDIA.REMORAS.INC)
- ビデオ編集 - 森田清次
- 編集オペレーター - 井上由起子
- 文芸進行 - 水越保
- アニメーションプロデューサー - 朴谷直治（スタジオぴえろ）
- プロデューサー - 布川ゆうじ（スタジオぴえろ）、木村京太郎（読売広告社）、末川研
- 製作協力 - 国際メディア・コーポレーション、丸紅、学習研究社
- 制作 - スタジオぴえろ

### 主題歌
オープニングテーマ - 「バビブベビンビン」
作詞・唄 - ドリアン助川 / 作曲・編曲 - HIROKI
エンディングテーマ - 「楽してゴンゴン」
作詞 - 秋元康 / 作曲 - 松浦祥隆 / 編曲 - 古田智隆 / 唄 - ペティブーカ

### 各話リスト
| 回 | 放送日        | サブタイトル               | 脚本         | コンテ         | 演出         | 作画監督                |
| -- | ------------- | -------------------------- | ------------ | -------------- | ------------ | ----------------------- |
| 1  | 1996年 4月3日 | 荒野のドテチン             | 浦沢義雄     | 香川豊         | 香川豊       | 岩根雅明                |
| 1  | 1996年 4月3日 | とうちゃんはつらい‥‥       | 浦沢義雄     | 香川豊         | 香川豊       | 敷島博英                |
| 1  | 1996年 4月3日 | ゲッ!? 死神だ!!            | 浦沢義雄     | 香川豊         | 香川豊       | 室井ふみえ              |
| 2  | 4月10日       | ぴーコのおねがい           | 浦沢義雄     | 小柴純弥       | 池端隆史     | 松下佳弘                |
| 2  | 4月10日       | 嵐ピューピュー大洪水       | 浦沢義雄     | 鴫野彰         | 池端隆史     | 山田浩之                |
| 2  | 4月10日       | イノシシはキョーレツ!!     | 浦沢義雄     | 鴫野彰         | 池端隆史     | 岡田敏靖                |
| 3  | 4月17日       | 夢……!? デッカイ恐竜        | 杉原めぐみ   | 岩鷹明         | 山崎たかし   | 桜井美智代              |
| 3  | 4月17日       | 初めてのおつかい           | 浦沢義雄     | 山崎たかし     | 山崎たかし   | 林一哉                  |
| 3  | 4月17日       | 泥棒にはご用心             | 杉原めぐみ   | 山崎たかし     | 山崎たかし   | 宮川治雄                |
| 4  | 4月24日       | カラカラ天気のナゾ         | 阪口和久     | 鴫野彰         | 池上和誉     | 早川淳一                |
| 4  | 4月24日       | とうちゃんの獲物？         | 阪口和久     | 池上和誉       | 池上和誉     | 岸義之                  |
| 4  | 4月24日       | 真珠採り                   | 阪口和久     | 鴫野彰         | 池上和誉     | 岩根雅明                |
| 5  | 5月1日        | 一人前の原始人             | 浦沢義雄     | 横山広行       | 横山広行     | 佐久間しげ子            |
| 5  | 5月1日        | ノコギリザメの使い方       | 浦沢義雄     | 横山広行       | 横山広行     | 敷島博英                |
| 5  | 5月1日        | 落ちてきた王子様           | 浦沢義雄     | 横山広行       | 横山広行     | 山田浩之                |
| 6  | 5月8日        | え？ゴンがいっぱい??       | 杉原めぐみ   | 岩崎良明       | 岩崎良明     | 岩根雅明                |
| 6  | 5月8日        | ギャー!! 大きな人間!!      | 浦沢義雄     | 岩崎良明       | 岩崎良明     | 岡田敏靖                |
| 6  | 5月8日        | あの鳥をつかまえろー!!     | 浦沢義雄     | 岩崎良明       | 岩崎良明     | ドラゴン プロダクション |
| 7  | 5月15日       | 人質になっちゃった         | 浦沢義雄     | 池端隆史       | 池端隆史     | 臼田美夫                |
| 7  | 5月15日       | ナゾのお風呂ぎらい         | 杉原めぐみ   | 池端隆史       | 池端隆史     | 増谷三郎                |
| 7  | 5月15日       | 勇者トホホホ大迷惑         | 杉原めぐみ   | 池端隆史       | 池端隆史     | 宮川治雄                |
| 8  | 5月22日       | だまされたー               | 阪口和久     | 山崎たかし     | 山崎たかし   | 早川淳一                |
| 8  | 5月22日       | コチコチ・マンモス         | 阪口和久     | 山崎たかし     | 山崎たかし   | 二宮常雄                |
| 8  | 5月22日       | 笛の音でギャー!!           | 阪口和久     | 山崎たかし     | 山崎たかし   | 古瀬登                  |
| 9  | 6月5日        | 潮干狩りでさあ大変!!       | 浦沢義雄     | 岩鷹明         | 横山広行     | 山本哲也                |
| 9  | 6月5日        | ハラペコのお星様           | 杉原めぐみ   | 都留稔幸       | 横山広行     | 井坂純子                |
| 9  | 6月5日        | 悪人トリオの家来           | 阪口和久     | 横山広行       | 横山広行     | 桜井美智代              |
| 10 | 6月12日       | ひえー、くっついた         | 杉原めぐみ   | 岩崎良明       | 岩崎良明     | 松下佳弘                |
| 10 | 6月12日       | 無敵のマンモス             | 阪口和久     | 岩鷹明         | 岩崎良明     | 林一哉                  |
| 10 | 6月12日       | ペテン師だあー             | 浦沢義雄     | 都留稔幸       | 岩崎良明     | 岩根雅明                |
| 11 | 6月19日       | 馬に乗るぞぉー!!           | 杉原めぐみ   | 鴫野彰         | 池端隆史     | 岡田敏靖                |
| 11 | 6月19日       | 類人猿がやってきた         | 阪口和久     | 横山広行       | 池端隆史     | 山本哲也                |
| 11 | 6月19日       | ひゃー、カミナリ怖い〜     | 浦沢義雄     | 池端隆史       | 池端隆史     | 増谷三郎                |
| 12 | 6月26日       | み、みず欲しいよお〜       | 浦沢義雄     | 山崎たかし     | 山崎たかし   | 山田浩之                |
| 12 | 6月26日       | 渡り鳥の季節               | 杉原めぐみ   | 岩鷹明         | 山崎たかし   | 佐久間しげ子            |
| 12 | 6月26日       | 光る石をさがせ!!           | 浦沢義雄     | 都留稔幸       | 山崎たかし   | 敷島博英                |
| 13 | 7月3日        | 宝の地図で大騒動           | 浦沢義雄     | 横山広行       | 横山広行     | 山本哲也                |
| 13 | 7月3日        | キミョーな木の実           | 阪口和久     | 池上和誉       | 横山広行     | 宮川治雄                |
| 13 | 7月3日        | 楽しい農業                 | 浦沢義雄     | 神谷純         | 横山広行     | 臼田美夫                |
| 14 | 7月10日       | 光の合図でSOS              | 浦沢義雄     | 岩鷹明         | 大畑清隆     | 井坂純子                |
| 14 | 7月10日       | 落ちた・迷った・大冒険     | 杉原めぐみ   | 岩崎良明       | 大畑清隆     | 松下佳弘                |
| 14 | 7月10日       | ねらわれたドテチン         | 杉原めぐみ   | 高田耕一       | 大畑清隆     | 岩根雅明                |
| 15 | 7月17日       | ゴン、決死の家出           | 杉原めぐみ   | 池端隆史       | 岩崎良明     | 増谷三郎                |
| 15 | 7月17日       | この世の終わりが来た!!     | 杉原めぐみ   | 岩鷹明         | 岩崎良明     | 二宮常雄                |
| 15 | 7月17日       | とうちゃんの変装           | 阪口和久     | 神谷純         | 岩崎良明     | 井上栄作                |
| 16 | 7月24日       | 大地のヘソ                 | 阪口和久     | 山崎たかし     | 山崎たかし   | 山田浩之                |
| 16 | 7月24日       | かあちゃん狩りへ行く       | 杉原めぐみ   | 高田耕一       | 池端隆史     | 林一哉                  |
| 16 | 7月24日       | 森のヒーロー・ドテチン     | 浦沢義雄     | 都留稔幸       | 岩崎良明     | 新田靖成                |
| 17 | 7月31日       | キャンプに行こう!!         | 浦沢義雄     | 岩鷹明         | 山崎たかし   | 飯飼一幸                |
| 17 | 7月31日       | とらわれのぴーコ           | 杉原めぐみ   | 神谷純         | 山崎たかし   | 山本哲也                |
| 17 | 7月31日       | 本当にあった怖い話         | 杉原めぐみ   | 山崎たかし     | 山崎たかし   | 敷島博英                |
| 18 | 8月7日        | おじいちゃんの別荘         | 杉原めぐみ   | 都留稔幸       | 横山広行     | 宮川治雄                |
| 18 | 8月7日        | たからを守れ!!             | 杉原めぐみ   | 高田耕一       | 横山広行     | 林千博                  |
| 18 | 8月7日        | 海の向こうは何だろう？     | 浦沢義雄     | 横山広行       | 横山広行     | 増谷三郎                |
| 19 | 8月14日       | ドテチンの初恋             | 杉原めぐみ   | 横山広行       | 大畑清隆     | 松下佳弘                |
| 19 | 8月14日       | とうちゃんの恩返し         | 阪口和久     | 大畑清隆       | 大畑清隆     | 臼田美夫                |
| 19 | 8月14日       | 迷子の子マンモ             | 浦沢義雄     | 鴫野彰         | 大畑清隆     | 早川淳一                |
| 20 | 8月21日       | とうちゃん、ゴメーン       | 浦沢義雄     | 鴫野彰         | 小林孝志     | 井坂純子                |
| 20 | 8月21日       | 本物はどっちだ？           | 阪口和久     | 小林孝志       | 小林孝志     | 山本哲也                |
| 20 | 8月21日       | 一番強いのは、だれ!?       | 杉原めぐみ   | 山崎たかし     | 小林孝志     | 新田靖成                |
| 21 | 8月28日       | べんりな雨雲               | 杉原めぐみ   | 鴫野彰         | 池端隆史     | 山田浩之                |
| 21 | 8月28日       | キノコ騒動                 | 阪口和久     | 高田耕一       | 池端隆史     | 岩根雅明                |
| 21 | 8月28日       | からだがない!?             | 浦沢義雄     | 横山広行       | 池端隆史     | 井上栄作                |
| 22 | 9月4日        | 満月の夜の不思議           | 杉原めぐみ   | 鴫野彰         | 山崎たかし   | 井坂純子                |
| 22 | 9月4日        | 人魚姫を助けろ!!           | 浦沢義雄     | 山崎たかし     | 山崎たかし   | 林千博                  |
| 22 | 9月4日        | 大食らいのヒナ騒動         | 杉原めぐみ   | 都留稔幸       | 山崎たかし   | 香川浩                  |
| 23 | 9月11日       | ぴーコのひとめぼれ         | 浦沢義雄     | 横山広行       | 横山広行     | 松下佳弘                |
| 23 | 9月11日       | 子育ての季節               | 杉原めぐみ   | 原征太郎       | 横山広行     | 増谷三郎                |
| 23 | 9月11日       | 早起き大作戦               | 阪口和久     | 都留稔幸       | 横山広行     | 敷島博英                |
| 24 | 9月25日       | かあちゃんの願い           | 浦沢義雄     | 高田耕一       | わだへいさく | 山田浩之                |
| 24 | 9月25日       | お引っ越し                 | 杉原めぐみ   | 鴫野彰         | わだへいさく | 山本哲也                |
| 24 | 9月25日       | 死神危機一髪!!             | 浦沢義雄     | 山崎たかし     | わだへいさく | 岩根雅明                |
| 25 | 10月2日       | 貧乏神ひっついた           | 杉原めぐみ   | 林一哉         | 大畑清隆     | 新田靖成                |
| 25 | 10月2日       | ぴーコと木の実ひろい       | 浦沢義雄     | 都留稔幸       | 大畑清隆     | 臼田美夫                |
| 25 | 10月2日       | 狩り名人のヘルメット       | 阪口和久     | わだへいさく   | 大畑清隆     | 林一哉                  |
| 26 | 10月9日       | かくれんぼの天才           | 浦沢義雄     | 香川豊         | 池端隆史     | 林千博                  |
| 26 | 10月9日       | でっかい愛                 | 杉原めぐみ   | 池端隆史       | 池端隆史     | 井坂純子                |
| 26 | 10月9日       | おつかいはタイヘン         | わだへいさく | 池端隆史       | 池端隆史     | 宮川治雄                |
| 27 | 10月16日      | 広い大地は誰のモノ？       | 杉原めぐみ   | 鴫野彰         | 山崎たかし   | 香川浩                  |
| 27 | 10月16日      | 汚れた三日月               | 浦沢義雄     | 山崎たかし     | 山崎たかし   | 井上栄作                |
| 27 | 10月16日      | 太陽のかなしみ             | 浦沢義雄     | わだへいさく   | 山崎たかし   | 松下佳弘                |
| 28 | 10月23日      | かあちゃんが大変だー       | 杉原めぐみ   | 大畑清隆       | 村田雅彦     | 山本哲也                |
| 28 | 10月23日      | 大イビキで大ゲンカ         | 浦沢義雄     | 鴫野彰         | 村田雅彦     | 岩根雅明                |
| 28 | 10月23日      | じいちゃんが来た           | 浦沢義雄     | たかやしまさき | 村田雅彦     | 増谷三郎                |
| 29 | 10月30日      | 冬眠したい                 | 浦沢義雄     | 都留稔幸       | 横山広行     | 敷島博英                |
| 29 | 10月30日      | 石文字の秘密               | 阪口和久     | 横山広行       | 横山広行     | 林一哉                  |
| 29 | 10月30日      | 3つのお願い                | 水越保       | わだへいさく   | 横山広行     | 山田浩之                |
| 30 | 11月6日       | 冬のサカナ釣り             | 杉原めぐみ   | わだへいさく   | わだへいさく | 志村隆行                |
| 30 | 11月6日       | ぴーコの秘密               | 阪口和久     | 織田美浩       | わだへいさく | 香川浩                  |
| 30 | 11月6日       | フネで大洪水!!             | 阪口和久     | 池端たかし     | わだへいさく | 新田靖成                |
| 31 | 11月13日      | ぴーコ・わがまま大爆発!!   | 杉原めぐみ   | たかやしまさき | 織田美浩     | 林千博                  |
| 31 | 11月13日      | 暖かい暮らし               | 杉原めぐみ   | わだへいさく   | 織田美浩     | 臼田美夫                |
| 31 | 11月13日      | UFOのかあちゃん            | 浦沢義雄     | 横山広行       | 織田美浩     | 宮川治雄                |
| 32 | 11月27日      | この川を渡れ!!             | 杉原めぐみ   | 池端隆史       | 案納正美     | 早川淳一                |
| 32 | 11月27日      | 星の女王                   | 浦沢義雄     | 都留稔幸       | 案納正美     | 増谷三郎                |
| 32 | 11月27日      | おしゃべり鳥で大ピンチ     | 杉原めぐみ   | 池端隆史       | 案納正美     | 松下佳弘                |
| 33 | 12月4日       | 迷い込んだクジラ           | 浦沢義雄     | 都留稔幸       | 村田雅彦     | 新井豊                  |
| 33 | 12月4日       | お留守番バトル！           | 杉原めぐみ   | たかやしまさき | 村田雅彦     | 岩根雅明                |
| 33 | 12月4日       | こおり姫の恋               | 浦沢義雄     | 池端たかし     | 村田雅彦     | 新井豊                  |
| 34 | 12月11日      | 虫歯パニック!!             | 杉原めぐみ   | 都留稔幸       | 横山広行     | 香川浩                  |
| 34 | 12月11日      | 原始時代の龍宮城           | 杉原めぐみ   | 横山広行       | 横山広行     | 井坂純子                |
| 34 | 12月11日      | えー!? 春がこない??        | 浦沢義雄     | 横山広行       | 横山広行     | 敷島博英                |
| 35 | 12月18日      | 「強くなろう」大計画       | 阪口和久     | 大畑清隆       | わだへいさく | 新田靖成                |
| 35 | 12月18日      | 晩ゴハン食べたーい         | 浦沢義雄     | 池端隆史       | わだへいさく | 宮川治雄                |
| 35 | 12月18日      | 大変だ!! 星がぶつかる      | 浦沢義雄     | わだへいさく   | わだへいさく | 林千博                  |
| 36 | 12月25日      | 稲妻とうちゃん             | 阪口和久     | たかやしまさき | 織田美浩     | 山本哲也                |
| 36 | 12月25日      | ドテチンが王様？           | 杉原めぐみ   | わだへいさく   | 織田美浩     | 増谷三郎                |
| 36 | 12月25日      | あの世・この世・どんなトコ | 杉原めぐみ   | 都留稔幸       | 織田美浩     | 松下佳弘                |
| 37 | 1997年 1月8日 | クマの家族                 | 浦沢義雄     | たかやしまさき | 池端隆史     | 早川淳一                |
| 37 | 1997年 1月8日 | とうちゃんの狩り道場       | 阪口和久     | 池端隆史       | 案納正美     | 岩根雅明                |
| 37 | 1997年 1月8日 | 狙われたマンモス肉         | 浦沢義雄     | 池端隆史       | 池端隆史     | 臼田美夫                |
| 38 | 1月15日       | チンの冬眠                 | 浦沢義雄     | 都留稔幸       | 村田雅彦     | 井坂純子                |
| 38 | 1月15日       | ぴーコ・一日女神サマ       | 杉原めぐみ   | たかやしまさき | 村田雅彦     | 山本哲也                |
| 38 | 1月15日       | 目印の法則                 | 阪口和久     | わだへいさく   | 村田雅彦     | 香川浩                  |
| 39 | 1月22日       | 流れてきたオットセイ       | 浦沢義雄     | 横山広行       | 横山広行     | 新田靖成                |
| 39 | 1月22日       | 浮いちゃった               | 杉原めぐみ   | 都留稔幸       | 横山広行     | 宮川治雄                |
| 39 | 1月22日       | 王者のおたけび             | 浦沢義雄     | 池端隆史       | 横山広行     | 林千博                  |

| NHK BS2 水曜 18:02 - 18:27 【衛星アニメ劇場水曜前半枠】                                                | NHK BS2 水曜 18:02 - 18:27 【衛星アニメ劇場水曜前半枠】                                                                                  | NHK BS2 水曜 18:02 - 18:27 【衛星アニメ劇場水曜前半枠】       |
| 前番組                                                                                                 | 番組名 | 次番組                                                        |
| --- | --- | ------------------------------------------------------------- |
| ヤンボウ ニンボウ トンボウ （1995年4月5日 - 1996年1月24日） ↓ 再放送 （1996年1月31日 - 1996年3月27日） | はじめ人間ゴン （1996年4月3日 - 1997年1月22日） ↓ 再放送 （1997年1月29日 - 1997年3月19日） ↓ はじめ人間ゴン スペシャル （1997年3月26日） | タンタンの冒険 （1997年4月2日 - 1998年4月1日） ※18:02 - 18:25 |

## テレビドラマ
1993年4月18日にNHK衛星第2テレビジョン (NHK BS2) で『バック・トゥ・ザ・ギャートルズ・デイズ』のタイトルで放送。「これは、漫画ギャートルズの子孫の物語を創作したものです。」と但書が付き、縄文時代から弥生時代へかけての物語となる。男装の少女・リンダとお供のアリャとコリャが魔法の食べ物「イコメネ（米）」を求めて旅する物語。1994年3月21日にBSドラマアベニューで『ギャートルズ〜旅立ち』として再放送されており、NHKアーカイブスにもそちらのタイトルのものが1993年の作品として残されている。

### キャスト
- リンダ - 滝沢涼子
- アリャ - 生瀬勝久
- コリャ - 酒井敏也
- ルイカ - 平田満
- ヌシャ / 語り - 鈴木光枝
- 中国ガクシャ - 笹野高史
- マイタリ - 小高恵美
- 女王 - 高畑淳子
- 将官ロシ - ベンガル
- フクバンバ - 今井和子
- オタスケメ - 崎田美也
- 山の大女 - アジャ・コング
- 鹿角男 - 天田益男
- 従者 - 中川あゆむ
- 将 - 重松収 / 川原和久
- 兵 - 村田暁信
- 農民 - 江藤茂利 / 上原恵子
- リンダ スタント - 藤波靖子

### スタッフ
- 脚本 - 下川博
- 演出 - 松岡孝治
- 制作統括 - 広田建三
- 音楽 - 渡辺俊幸

## その他
- 1980年代、神楽酒造の麦焼酎「ひむかのくろうま」のCMキャラクターに採用。しばらくの間途絶えていたが、2008年（平成20年）から再登場した。「とっつぁんはえらい！」がキャッチフレーズ。
- サイサンガスブランド「GasOne」のCMキャラクターに採用された[31]。
- 2005年（平成17年）秋、大一商会からパチンコ機化され、「CRギャートルズ」として登場。声優などはリメイク版の「はじめ人間ゴン」に基づいているが、ラウンド中のBGM曲は1作目の「はじめ人間ギャートルズ」であった。
- 第1期の第7話「ジゴクラクーン」では、死んでしまったとうちゃんが天国へ上っていくシーンで当時のヒット曲である「帰って来たヨッパライ」（ザ・フォーク・クルセダーズ）が流れた。
- 学習研究社の学習雑誌に連載中、「未来人間ゴン」というタイトルのスピンオフ作品が掲載された。
- 2008年（平成20年）11月、エスケー食品は作中に登場するマンガ肉を再現した「ギャートルズ肉」を初回限定生産本数1300本で発売した。瞬く間に完売となり、翌年2月に再発売をするもすぐに完売となった[32][33]。「ギャートルズ肉」はもちろんマンモスの肉ではなく、牛肉の薄切りを長めの骨に何重にも巻きつけ、下味をつけて加熱した食品である。
- さらにエスケー食品は、2010年（平成22年）12月、作中に登場する「マンモの輪切り肉」を発売した[34]。これは、豚ばら肉を手作業で何枚も巻き、肉の外周をパセリでまぶして焼きあげたもので、何重にも巻いたバラ肉が樹木の年輪のような断面を、焼きあげたパセリが外周の獣の皮をそれぞれ再現している[35]。輪切り肉の直径は、約17センチメートルである[35]。商品の試作には、肉を合計50キログラム（様々な部位を使って試行錯誤）、パセリを「スーパーで買い占めるほど」費やしたという[35]。
- 2010年（平成22年）、クラシエホームプロダクツのナイーブのCMで初期のオープニング「はじめ人間ギャートルズ」の替え歌を辻希美が歌った。